# Джованні Франческо Страпарола
Джова́нні Франче́ско Страпаро́ла (італ. Giovanni Francesco Straparola) (нар. 1480, Караваджо — пом. 1557) — італійський письменник, зачинатель жанру літературної казки. Він зібрав численні народні казки та оповідання по всій Італії, які згодом стали популярними і всесвітньо відомими казками — «Кіт у чоботях», «Попелюшка», «Синя Борода». Сюжети більшості його новел, як він зазначав, стали прототипами для наступних казкарів з різних країн світу (Шарля Перро, Братів Грімм) та знайшли відображення в операх, балетах, фільмах та театральних виставах.

## Твори
- «Приємні ночі» (Le piacevoli notti) — 1550 та 1553 — два томи новел-оповідок.